# Henri Lecours
Henri Lecours, né le 6 mars 1933 à East Angus, est un médecin et homme politique québécois. Il est député de la circonscription de Frontenac de 1973 à 1976, sous la bannière du Parti libéral du Québec.

## Biographie
Né le 6 mars 1933 à East Angus, Henri Lecours est le fils d'Albert Lecours et de Bibiana Lemay, et le beau-frère de Jacques Veilleux, député libéral à l'Assemblée nationale du Québec de 1970 à 1976. Il étudie à l'École d'East Angus, au Collège Saint-Viateur à Montréal, ainsi qu’à l'Université de Sherbrooke et l'Université McGill. Il suit également des cours à l'Université d'Ottawa et à l'université libre de Lille, en France. En 1961, il devient médecin et est admis au Licence Medical Canadian Council en 1962.
Il commence à exercer sa profession en 1963 à Black Lake et à Coleraine. Il devient par le fait même membre du Collège des médecins de la province de Québec, de l'Association des médecins de langue française et de l'Association des omnipraticiens de la région des Bois-Francs.
De 1971 à 1973, il est président de l'Association libérale du comté de Frontenac. Il est par la suite élu député libéral à l'Assemblée nationale du Québec dans cette circonscription en 1973. Il est défait en 1976.